# Jamie Babbit
Pour les articles homonymes, voir Babbit.
Jamie Babbit, née le 16 novembre 1970 à Shaker Heights, Ohio (États-Unis), est une réalisatrice américaine.

## Biographie
Jamie Babbit est née le 16 novembre 1970 à Shaker Heights, Ohio (États-Unis).

### Vie privée
Elle est ouvertement lesbienne et vit à Los Angeles avec sa femme Karey Dornetto.
Elle a deux filles, Finley et Ryder d'une précédente relation avec la productrice Andrea Sperling,.

## Filmographie

### Réalisatrice

#### Cinéma

##### Longs métrages
- 1999 : But I'm a Cheerleader
- 2005 : The Quiet
- 2007 : Itty Bitty Titty Committee
- 2013 : Breaking the Girls
- 2015 : Addicted to Fresno[3]
- 2020 : Le Beau Rôle (The Stand In)

##### Courts métrages
- 1996 : Frog Crossing
- 1999 : Sleeping Beauties
- 2001 : Stuck
- 2004 : A Memoir to My Former Self

#### Télévision

##### Séries télévisées
- 1999 : Undressed (5 épisodes)
- 1999 - 2001 : Popular (11 épisodes)
- 2001 : Maybe It's Me (saison 1, épisode 14)
- 2001 - 2007 : Gilmore Girls (18 épisodes)
- 2002 : Ed (saison 3, épisode 3)
- 2002 : The Bernie Mac Show (saison 2, épisode 3)
- 2002 - 2003 : Malcolm (Malcolm in the Middle) (3 épisodes)
- 2003 : Miss Match (saison 1, épisode 11)
- 2003 - 2004 : Nip/Tuck (3 épisodes)
- 2004 : Wonderfalls (saison 1, épisode 7)
- 2005 : Inconceivable (saison 1, épisode 4)
- 2006 : Alias (saison 5, épisode 14)
- 2006 : Ugly Betty (saison 1, épisode 6)
- 2007 : Gossip Girl (saison 1, épisode 5)
- 2007 : The Riches (saison 1, épisode 12)
- 2007 : Notes from the Underbelly (saison 2, épisode 12)
- 2007 - 2008 : The L Word (2 épisodes)
- 2007 - 2008 : Dirty Sexy Money (2 épisodes)
- 2008 : Swingtown (2 épisodes)
- 2008 : Eli Stone (saison 2, épisode 4)
- 2009 : Castle (saison 1, épisode 6)
- 2009 : The Unusuals (saison 1, épisode 3)
- 2009 : Le Diable et moi (Reaper) (saison 2, épisode 11)
- 2009 : 90210 Beverly Hills : Nouvelle Génération (90210) (2 épisodes)
- 2009 : Cougar Town (saison 1, épisode 5)
- 2009 : In the Motherhood (saison 1, épisode 4)
- 2009 - 2013 : Drop Dead Diva (9 épisodes)
- 2010 : Pretty Little Liars (saison 1, épisode 9)
- 2010 : The Middle (3 épisodes)
- 2010 : The Defenders (saison 1, épisode 6)
- 2010 : Gigantic (saison 1, épisode 7)
- 2010 - 2011 : United States of Tara (4 épisodes)
- 2011 : Love Bites (saison 1, épisode 7)
- 2011 : Mr. Sunshine (saison 1, épisode 12)
- 2012 : Revenge (saison 1, épisode 11)
- 2012 : Smash (saison 1, épisode 5)
- 2012 : Bunheads (saison 1, épisode 6)
- 2012 : Dr Emily Owens (Emily Owens M.D.) (saison 1, épisode 6)
- 2012 - 2013 : Go On (2 épisodes)
- 2012 - 2013 : Rizzoli and Isles (3 épisodes)
- 2013 : Un flic d'exception (Golden Boy) (saison 1, épisode 8)
- 2014 : Super Fun Night (saison 1, épisode 13)
- 2014 : Looking (3 épisodes)
- 2014 : Playing House (saison 1, épisode 2)
- 2014 - 2015 : Married (en) (9 épisodes)
- 2014 - 2017 : Girls (4 épisodes)
- 2015 - 2016 : The Grinder (2 épisodes)
- 2015 / 2017 : Brooklyn Nine-Nine (2 épisodes)
- 2016 : Supergirl (saison 1, épisode 10)
- 2016 : Divorce (saison 1, épisode 6)
- 2016 - 2018 : Silicon Valley (8 épisodes)
- 2017 : Philadelphia (It's Always Sunny in Philadelphia) (3 épisodes)
- 2017 : Girlboss (3 épisodes)
- 2017 : The Orville (saison 1, épisode 9)
- 2017 : Ghosted (saison 1, épisode 6)
- 2018 : Santa Clarita Diet (saison 2, épisode 9)
- 2018 : Sorry for Your Loss (saison 1, épisode 6)
- 2018 : La Fabuleuse Madame Maisel (The Marvelous Mrs Maisel) (2 épisodes)
- 2019 : Russian Doll (3 épisodes)
- 2019 : First Wives Club (en) (saison 1, épisode 1)
- 2020 : Awkwafina Is Nora from Queens (2 épisodes)
- 2021 - 2024 : Only Murders in the Building (9 épisodes)
- 2022 : Une équipe hors du commun (A League of Their Own) (3 épisodes)
- 2024 : Shrinking (saison 2, épisode 5)
- 2024 : My Lady Jane (5 épisodes)